# Шведский устав
Шведский устав (швед. Svenska systemet) (также известен как Шведская система) — является основным в Шведском ордене масонов, Датском ордене масонов, в Норвежском ордене масонов, в Исландском ордене масонов, в Великой земельной ложе вольных каменщиков Германии, а также в ряде других масонских лож.
Шведский устав, как система работы вольных каменщиков создана в 1735 году и используется в Швеции, Финляндии, Норвегии, Дании и Исландии. Подобная система используется и в Великой земельной ложе вольных каменщиков Германии незначительно изменённая Фридрихом Вильгельмом Кельнером фон Циннендорфом в 1770 году. С 1776 по 1779 годы циннендорфская система использовалась также активно в России.
Шведская система основывается на актах Карла Фридриха Экклефа, основой которой является христианская вера масона, как в символических степенях, так и в дополнительных градусах. Учение ордена делает акцент на христианство и представляет собой орденскую структуру.
Шведская система имеет закрытую структуру состоящую из 10 градусов. Каждый последующий градус основывается на предыдущем.
В рамках каждой великой ложи существует только единственный ритуал для каждого градуса. Ритуалы в разных странах же различаются, однако различия среди скандинавских стран весьма незначительны. С течением времени ритуалы неоднократно перерабатывались, так для Швеции герцогом Карлом Зёндерманланским, а для Германии Кристианом Неттельбладтом в 1819 году.
В отличие от английского масонства, ритуалы не заучиваются наизусть, а считываются с ритуальной книги, как мастером ложи, так и офицерами (стражами).

## История возникновения
В первой половине 18 века масонство пришло из Британии в континентальную Европу и стало практиковаться во множестве форм. Многие подданные Швеции были посвящены во Франции и Германии и получили разрешение начать масонские работы у себя дома.
Масонство было принесено в Швецию графом Акселем Вреде-Спарре, военным, офицером кавалерии, служившим в Париже и посвященным в 1731 году. Он вернулся в Швецию вместе с несколькими друзьями, также посвященными за границей, имея право проведения масонских работ в 3 степенях.
Первая ложа Св. Иоанна была инсталлирована в Стокгольме графом Кнутом Поссе в 1752 году. Эта ложа считается материнской для всего масонства в Швеции. Она имела полномочия, как единственная законная масонская структура в Швеции, имеющая права давать патенты новым ложам (открывать их). Масонская активность значительно возросла, «дикие» ложи регуляризовались или были закрыты, а их члены вошли в регулярные ложи. В течение 1750-х годов открывались новые ложи, некоторые из них открыли свои двери для представителей других слоев общества.
В 1730-х годах было провозглашено, что масонство берет своё начало от христианских рыцарей прошлого, от строителей церквей в Иерусалиме после их разрушения и от подобных орденов Св. Иоанна в Иерусалиме. Это дало импульс развитию дополнительных масонских степеней в Швеции.
В 1756 году королевский секретарь Карл Фридрих Эклефф, имевший патент на открытие новых лож, вместе с шестью другими братьями создал в Стокгольме шотландскую ложу «Невинности» для работ в шотландских андреевских дополнительных степенях. Это дало начало развитию шведской системы. Следующий шаг был сделан в 1759 году Эклеффом, когда он учредил Великий капитул «Невинности» в Стокгольме. Великая ложа Швеции была учреждена в 1760 году и была признана, как Национальная великая ложа в 1770 и 1799 годах Великой ложей Англии.
Барон Эклефф основывал масонство на христианской вере. Дальнейшее развитие нравственной философии Шведского устава было сделано Герцогом Карлом Зёдермаландским (позже ставшим королём Швеции Карлом XIII), он стал преемником Эклеффа в 1774 году, и великим мастером шведского масонства.
Под влиянием системы Барона Карла фон Хунда, практиковавшейся в Германии, в Шведской системе стали развиваться степени далее шотландских андреевских, а Карл III дал Швеции настоящую масонскую систему, а не просто набор степеней. На протяжении этого периода работы капитула были расширены, хотя труды Эклеффа и оставались основой ритуалов.
В результате ряда ритуальных реформ, начиная с последней половины 1770-х и до 1800-х годов, была создана логически завершённая масонская система из 10 степеней, где каждая последующая степень вытекала из предыдущей, вплоть до последней и высшей, каждая степень содержала начальные элементы последующей. Масонский запон, второго и третьего градуса, указывает на членство в определённой ложе, к которой принадлежит масон.
Масонство в Швеции развивалось под руководством великих мастеров, каждый из которых принадлежал к королевскому дому с 1774 по 1997 годы.

## Структура ордена
Система состоит из трёх организационных структур:

### Ложа Св. Иоанна
- 1 градус: Ученик
- 2 градус: Подмастерье
- 3 градус: Мастер

### Ложа Св. Андрея
- 4/5 градус: Ученик и Подмастерье Св. Андрея (сдвоенный градус)
- 6 градус: Мастер Св. Андрея

### Верховный капитул
- 7 градус: Рыцарь востока
- 8 градус: Рыцарь запада
- 9 градус: Доверенный брат иоанновской ложи
- 10 градус: Доверенный брат андреевской ложи

### Почётная степень
- Светлейший брат красного креста, мастер храма, рыцарь-командор[1][3].

## Управление
- Досточтимый мастер управляет ложей Св. Иоанна.
- Высокочтимый мастер управляет ложей Св. Андрея.
- Мудрейший мастер капитула управляет капитулом.
- Высокочтимый земельный великий мастер управляет градусами с первого по шестой.
- Мудрейший мастер ордена стоит во главе ордена и управляет градусами выше седьмого[1][3][4].

## КоролевскийорденКарла XIII
Карл XIII в 1811 году учредил «Королевский орден Карла XIII». Это гражданский орден, вручаемый королём только и исключительно вольным каменщикам. В начале количество действующих кавалеров было ограничено 33. Наличие ордена не соответствует никакому градусу и никак не связано с общемасонской системой. В настоящее время в Швеции 60 человек награждены этим орденом и 74 в Германии.

## Фредерик VII
В 1862 году создан королём Фридрихом VII «Орден рыцаря-командора Красного креста». В начале количество действующих кавалеров было ограничено 33. Наличие ордена не соответствует никакому градусу и никак не связано с общемасонской системой. В настоящее время в Дании 55 человек награждены этим орденом.

## Галерея

### Главы орденов
- Фредерик VII, король датский
- Король Дании Кристиан VIII
- Король Дании Кристиан X
- Карл XIII, король шведский и норвежский
- Король Карл XV, шведский

### Орденские здания
- Баатский замок - Храм Ордена масонов Швеции
- Храм Датского ордена масонов в Копенгагене
- Храм Норвежского ордена масонов в Осло
- Храм Великой земельной ложи вольных каменщиков Германии в Берлине
- Храм Исландского ордена масонов